# Conognatha chalybaeofasciata
Conognatha chalybaeofasciata es una especie de escarabajo del género Conognatha, familia Buprestidae. Fue descrita científicamente por Germain & Kerremans en 1906.